# Naborowo
Naborowo – wieś sołecka w Polsce położona w województwie mazowieckim, w powiecie płońskim, w gminie Załuski.
Prywatna wieś szlachecka położona była w drugiej połowie XVI wieku w powiecie zakroczymskim ziemi zakroczymskiej województwa mazowieckiego. W latach 1975–1998 miejscowość administracyjnie należała do województwa ciechanowskiego.